# Hemiplectoderes trabeculata
Hemiplectoderes trabeculata är en insektsart som beskrevs av Ronald Gordon Fennah 1950. Hemiplectoderes trabeculata ingår i släktet Hemiplectoderes och familjen vedstritar. Inga underarter finns listade i Catalogue of Life.